# Merionoeda aglaospadix
Merionoeda aglaospadix là một loài bọ cánh cứng trong họ Cerambycidae.